# Jacqueline Kalimunda
Jacqueline Kalimunda, née en 1974, est une productrice de cinéma rwandaise, réalisatrice de documentaires, metteuse en scène et auteure.

## Biographie
En 2002, elle écrit, réalise et co-produit son premier film, Histoire de tresses , qui est élu meilleur court-métrage au Zanzibar International Film Festival en 2003. Le court-métrage a également été distribué au Royaume-Uni par le British Film Institute et aux États-Unis par le New York Africain Film Festival.
Le documentaire Homeland est l'aboutissement d'un long projet, qui a débuté quand elle a recherché des images du Rwanda avec les historiens Jean-Pierre Chrétien et Hélène d'Almeida-Topor. Pour ce travail, Jacqueline Kalimunda dévoilé 80 années d'archives de films inédites sur le Rwanda. Le film a été montré au festival Fespaco à Ouagadougou en 2007.
En 2007 et 2008, Jacqueline Kalimunda co-dirige la première et la deuxième saison de la série TV Imagine Afrika, diffusé dans 35 pays Africains sur des chaînes de télévision publiques en anglais, français, swahili, zoulou, portugais, et d'autres langues. Puis elle a réalisé, en coproduction avec Canal Plus Horizon, le long métrage High Life diffusé en 2011.
Ancienne élève de la Berlinale Talent Campus, Jacqueline Kalimunda produit et réalise en 2012 Burning Down, un court métrage Focus Features Africa First avec Eriq Ebouaney et Cyril Gueï.
En 2016 Kalimunda écrit et réalisé Floris, un documentaire en langue kinyarwanda.